# 切塞纳
切塞纳是意大利艾米利亚-罗马涅大区弗利-切塞纳省的一座城市，位于萨维奥河畔，距离亚得里亚海约15公里，面积249.47平方公里，人口97,484人（2011年）。

## 歷史
切塞納早在上古時代已有人聚居。至公元前3世紀被古羅馬人所統治。中世紀時曾落在拜占庭帝國之手。至1357年，被教皇國軍隊佔領為領土一部分。至1861年意大利統一後，為意大利一部分。

## 地理
位於薩維奧河東面，亞平寧山脈東北，屬平原地區，離亞得里亞海約15公里。

## 經濟
以農業和工業為主，傳統上以盛產水果見稱，包括桃、李、蘋果和梨子；工業方面則以機械生產為大宗。

## 景点
- 马拉泰斯塔堡垒 (Rocca Malatestiana)
- 人民广场（Piazza del Popolo）
- 马拉特斯塔图书馆（Biblioteca Malatestiana）：欧洲第一个公共图书馆, 被列入联合国教科文组织的欧洲和北美洲世界记忆名录。
- 圣若翰洗者主教座堂
- 山上圣母修道院（Abbazia di Santa Maria del Monte）
- 切塞纳市立美术馆（Pinacoteca Comunale di Cesena）：设于原本笃会修道院内。
- 亚历山德罗·邦奇剧院（Teatro Alessandro Bonci）
- 吉尼宫（Palazzo Ghini）

## 其他
切塞納足球俱樂部正位於此城。

## 圖片

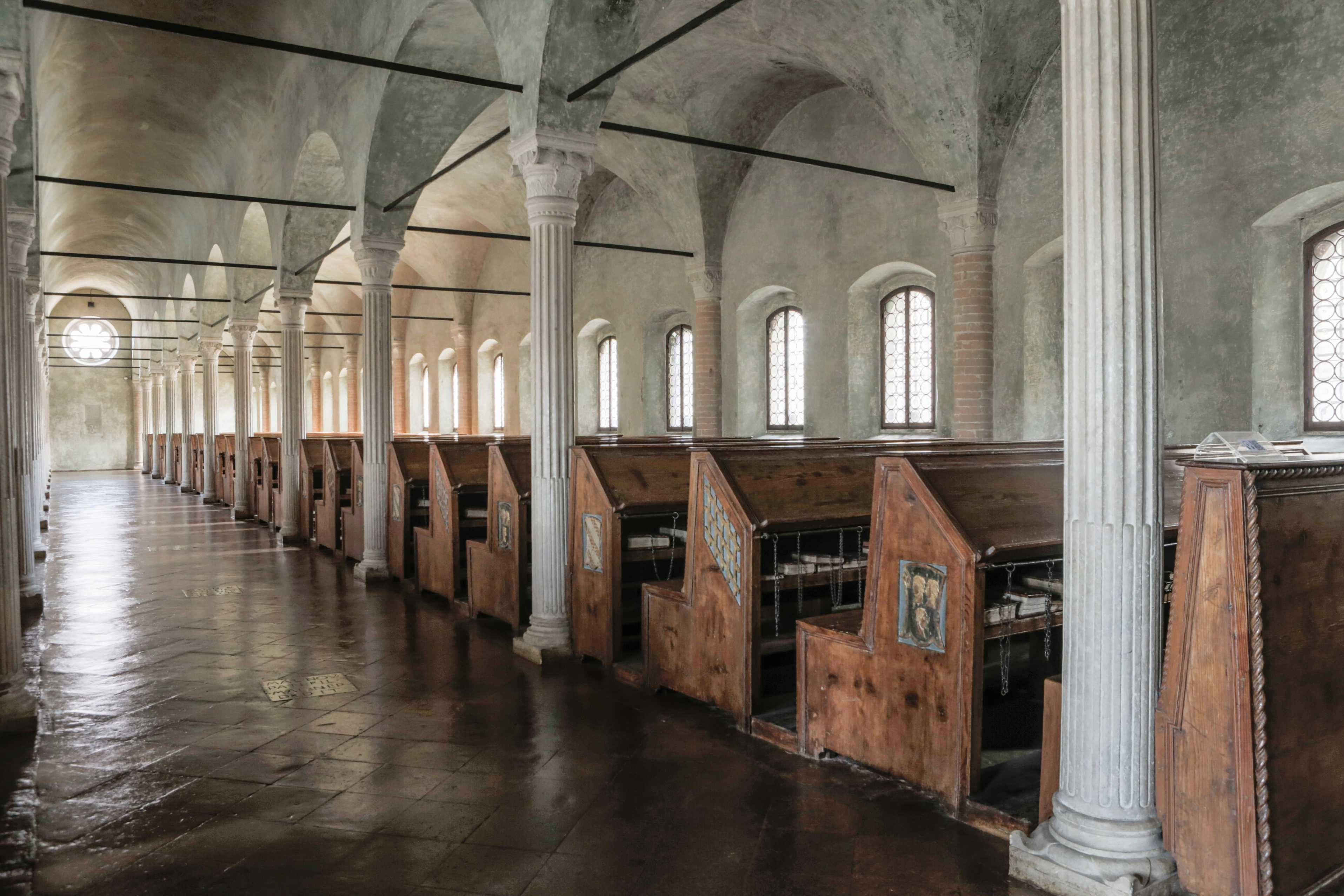
馬拉特斯塔圖書館
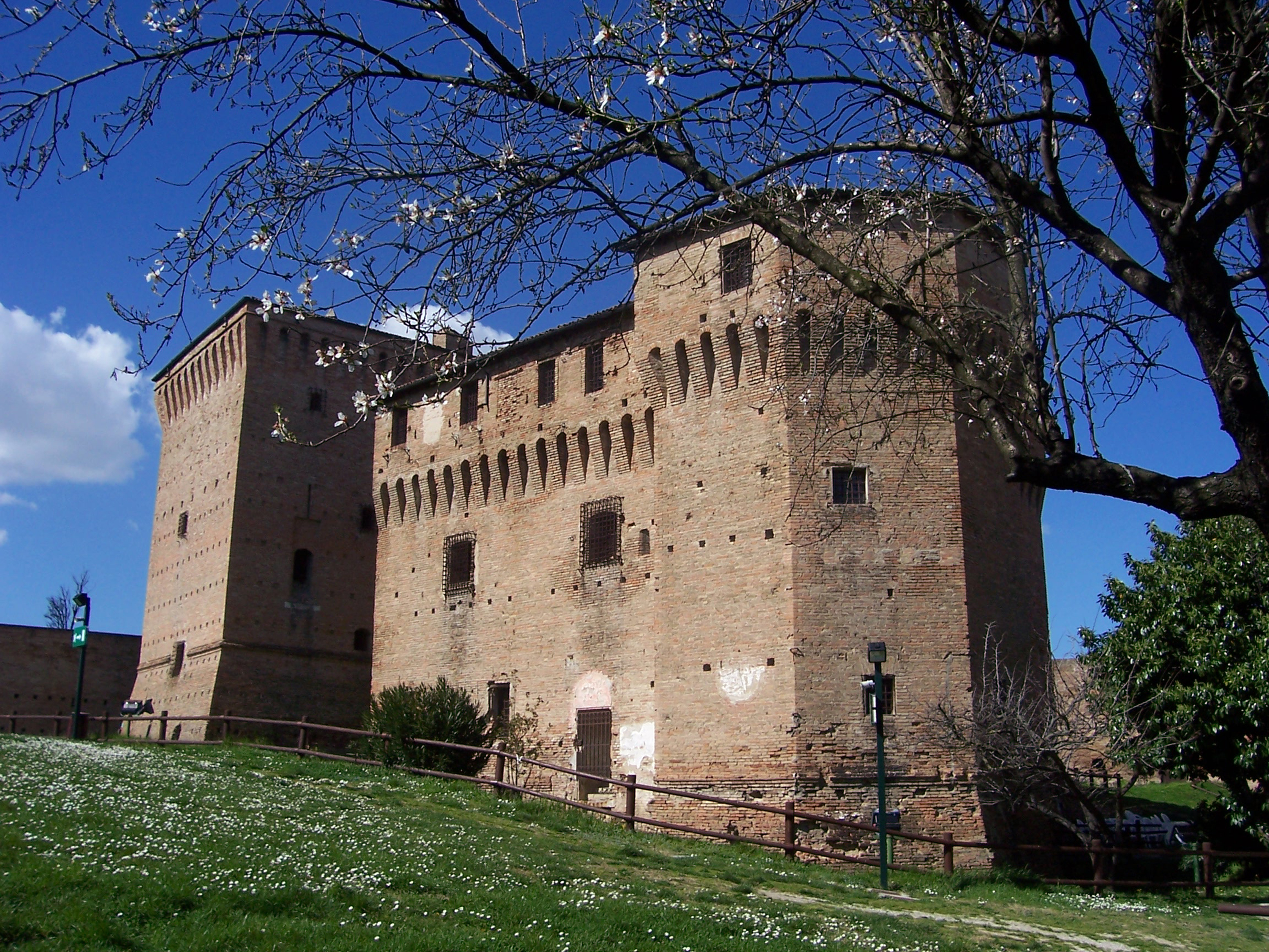
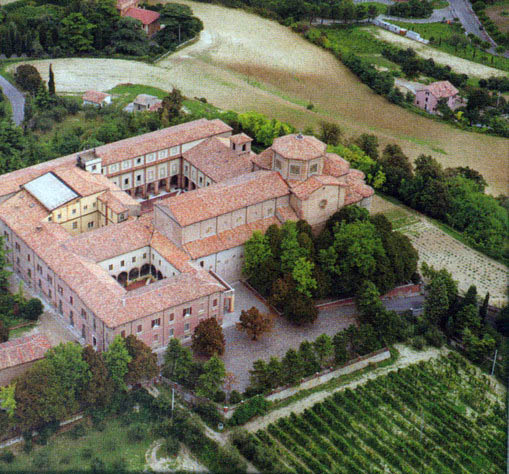
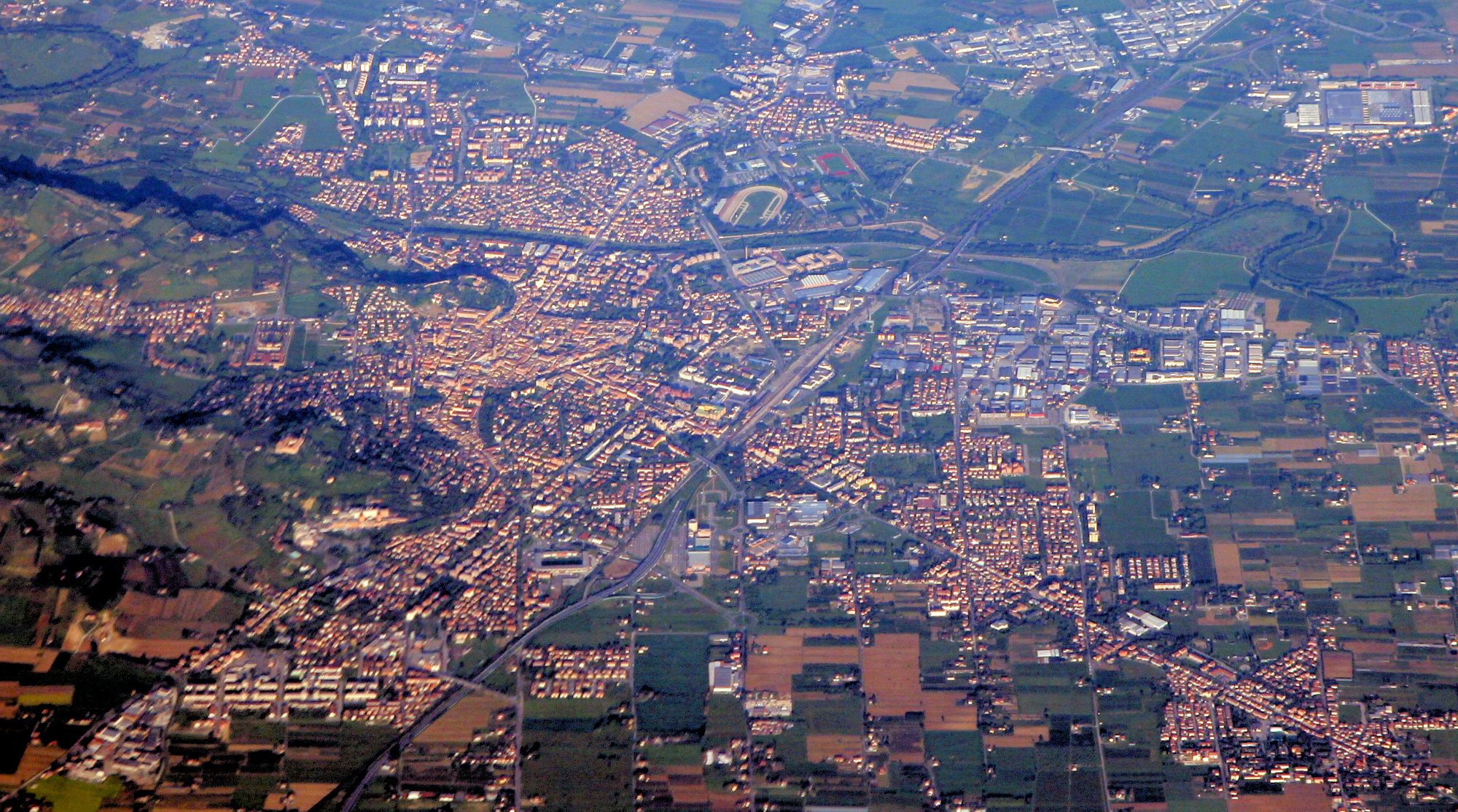